# IFrame
Az IFrame (inline frame) egy HTML-elem, amely lehetővé teszi más HTML-dokumentumok beágyazását a fő dokumentumba. 
Az IFrame méretét az HTML-anyalapban kell meghatározni, és így az anyaoldal már megjelenhet, amíg az IFrame még letöltés alatt van. 
Az IFrame egy inline képhez hasonlóan viselkedik, és a felhasználó képes kigörgetni a képből. Másrészt az IFrame-nek lehet saját görgetője is, amely független az anyaoldal görgetőjétől.
Míg a sima frame-eket általában arra használják, hogy logikailag kisebb egységekre osszák velük a weboldalakat, az IFrame-eket inkább arra, hogy segítségükkel más weboldalakról beollózzanak tartalmakat (pl. hirdetéseket) az aktuális weboldalba.
A következő példa egy IFrame-et tartalmazó HTML-dokumentumot mutat be:
```
 
<
html
>

 
<
head
>

 
<
title
>
Az IFrame bemutatása
</
title
>

 
</
head
>

 
 
<
body
>

 A következő tartalom a http://pelda.com oldalról jön:
 
<
iframe
 
src
=
"http://pelda.com"

 
height
=
"100"
 
width
=
"200"
 
frameborder
=
"0"
 
scrolling
=
"no"
>

 Alternatív szöveg olyan böngészőknek, amelyek nem ismerik az IFrame-et.
 
</
iframe
>

 
</
body
>

 
</
html
>

```

A beágyazott dokumentumot le lehet cserélni anélkül, hogy az anyaoldalt újra kéne tölteni, a target attribútum használatával a HTML horgony (anchor) elemében vagy JavaScript segítségével.
Ez lehetővé teszi interaktív webalkalmazás létrehozását, gyakran használják AJAX alternatívájaként, vagy vele pl. Flash nélküli fájlküldésre, cross-domain kikerülésére.
Legújabban a Mozilla Firefox, az Opera és a Microsoft Internet Explorer böngészőkben vezették be a contentEditable és a designMode
fogalmakat, melyek lehetővé teszik az IFrame-ben beágyazott HTML-oldal szerkesztését. Ezt a szolgáltatást használják az olyan IFrame-ben elhelyezett rich text (WYSIWYG) szövegszerkesztők, mint például a FCKEditor.
Ezenkívül olyan népszerű webalkalmazások is használják ezt a szolgáltatást, mint a Google Dokumentumok (korábban Writely), a JotSpot Live és az MSN Hotmail.

## Külső hivatkozások
- Specification of the IFrame element from W3C